# Crooked Creek
Crooked Creek és una concentració de població designada pel cens dels Estats Units a l'estat d'Alaska. Segons el cens del 2000 tenia 137 habitants.

## Demografia
Segons el cens del 2000, Crooked Creek tenia 137 habitants, 38 habitatges, i 31 famílies La densitat de població era de 0,5 habitants/km².
Dels 38 habitatges en un 57,9% hi vivien nens de menys de 18 anys, en un 39,5% hi vivien parelles casades, en un 31,6% dones solteres, i en un 18,4% no eren unitats familiars. En el 18,4% dels habitatges hi vivien persones soles el 5,3% de les quals corresponia a persones de 65 anys o més que vivien soles. El nombre mitjà de persones vivint en cada habitatge era de 3,61 i el nombre mitjà de persones que vivien en cada família era de 4.
Per edats la població es repartia de la següent manera: un 41,6% tenia menys de 18 anys, un 8,8% entre 18 i 24, un 32,1% entre 25 i 44, un 13,1% de 45 a 60 i un 4,4% 65 anys o més.
L'edat mediana era de 25 anys. Per cada 100 dones hi havia 114,1 homes. Per cada 100 dones de 18 o més anys hi havia 116,2 homes.
La renda mediana per habitatge era de 17.500 $ i la renda mediana per família de 23.125 $. Els homes tenien una renda mediana de 13.750 $ mentre que les dones 21.250 $. La renda per capita de la població era de 6.495 $. Aproximadament el 25% de les famílies i el 28,1% de la població estaven per davall del llindar de pobresa.

## Poblacions més properes
El següent diagrama mostra les poblacions més properes.